# امیرا د اسپین
امیرا د اسپین (به انگلیسی: Emira D'Spain)(زاده ۸ اکتبر ۱۹۹۶) مدل اریتره‌ای-لهستانی-آمریکایی است.
او یک زن ترنس است.او اولین زن تراجنسیتی سیاهپوست بود که مدل ویکتوریا سیکرت شد.